# Ethan Kath
Ethan Kath, pseudonimo di Claudio Paolo Palmieri (25 dicembre 1977), è un musicista, produttore discografico e compositore canadese, impegnato con i Crystal Castles.
Prima di conoscere Alice Glass nel 2005 e dare il via al progetto Crystal Castles, Kath ha suonato diversi strumenti in altrettanti gruppi di generi differenti. È stato batterista in un gruppo anarcho punk, bassista in una band garage-metal e chitarrista in una cover band di GG Allin. Ha fatto parte di un gruppo folk composto da due membri, i quali si ispiravano alla musica di Leonard Cohen e Neil Young. Quest'ultimo gruppo, purtroppo, è finito in tragedia quando il secondo membro e amico di Kath, Pino Placentile, morì. Entrambi gli album dei Crystal Castles, Crystal Castles I e II, sono dedicati alla sua scomparsa.
I Crystal Castles sono noti per l'evasività delle loro vite e identità fuori dal palco. Kath viene quotidianamente fotografato mentre indossa felpe con cappuccio che gli oscurano tutto o parte del volto, ed ha inoltre cambiato una serie di diverse identità, una delle quali era Ethan Deth. Il suo attuale nome d'arte proverebbe da un soprannome datogli dalla stessa Alice Glass, "Ethan Catheter" (catetere), derivato secondo la cantante dalla "cosa più fastidiosa in assoluto".

## Equipaggiamento
Ethan Kath ha suonato una vasta gamma di synth con i Crystal Castles, tra i quali i più prominenti sono stati un Korg MS2000B, un Roland SH-101, e un microKORG.